# 查尼廣場 (亞利桑那州)
查尼廣場（英語：Chaney Place）是位於美國亞利桑那州葛蘭姆縣的一個非建制地區。該地的面積和人口皆未知。

## 地理
查尼廣場的座標為32°29′00″N 109°20′50″W / 32.48333°N 109.34722°W，而該地的平均海拔高度為1053米（即3455英尺）。